# Таня Савич
Таня Савич (серб. Тања Савић або Tanja Savić) — сербська поп-фольк-співачка. Народилася 20 березня 1985 року в селі Радинац, Сербія

## Кар'єра
У 2004 році Савич пройшла прослуховування для участі в першому сезоні співочого шоу Zvezde Granda, де вона зрештою посіла друге місце.
Згодом підписала контракт з Grand Production і у 2005 році випустила свій дебютний альбом Tako mlada. Альбом був проданий тиражем 100 000 примірників.
Пізніше вийшли студійні альбоми Tanja Savić (2008) і Sestre po suzama (2009), які включали хіти «Zlatnik», «Gde ljubav putuje» і «Sestre po suzama». 
Її пісні «Suknjica» та «Gde ljubav putuje» звучали у фільмах Guča! (2006) і Srpski ožiljci (2009), відповідно.
У 2014 році Савич брала участь у другому сезоні конкурсного шоу Tvoje lice zvuči poznato, перемігши в дев'ятому епізоді як Ріанна.
Після невдач у кар’єрі через життя в Австралії Савич зуміла відновити свою популярність, співпрацюючи з реперами Corona та Rimski над синглом «Oči boje viskija», випущеним у листопаді 2017 року. Вона продовжила працювати з дуетом над своєю комерційно успішною розширеною п’єсою Stranci , яка була випущений у грудні 2019 року через IDJTunes.

## Особисте життя
У 2011 році вона вийшла заміж за сербсько-австралійського бізнесмена з Квінсленда Душана Йованічевича, від якого має двох синів. 
У 2020 році пара розлучилася, після чого почалася широко розголошена битва за опіку, в якій Савіч звинуватила свого тодішнього чоловіка в тому, що він перевіз їхніх дітей до Австралії проти її волі. 
У березні 2021 року вона зрештою возз’єдналася зі своїми синами після майже року розлуки

## Дискографія
- Тако млада (2005)
- Тања Савић (2008)
- Сестре по сузама (2009)